# Vermogensbeheer
Onder vermogensbeheer (ook aangeduid als investment management of asset management) wordt verstaan het beheer van (vrijwel altijd) grotere vermogens, vaak voor derden, door daarin gespecialiseerde organisaties of personen. Dit kan op individuele of op collectieve basis gedaan worden. Vermogensbeheer valt onder de Nederlandse Wet op het financieel toezicht (Wft), daar wordt de vermogensbeheerder gedefinieerd als "degene die een individueel vermogen beheert". Om te kunnen spreken van individueel vermogensbeheer, moet opdracht van een cliënt aan de beheerder zijn, alle keuzes te maken; kan de cliënt ook keuzes maken, is sprake van advisering. Om deze vorm van financiële dienstverlening beroepsmatig aan te mogen bieden, moet aan bepaalde eisen van vakbekwaamheid worden voldaan en is een vergunning nodig. Consumenten die gebruik willen maken van deze vorm van dienstverlening, kunnen in het register financiële dienstverleners van de Autoriteit Financiële Markten (AFM) nakijken welke bedrijven of personen over de vereiste vergunning beschikken. Bijzondere vormen van individueel vermogensbeheer zijn het beheer van goederen die onder bewind zijn gesteld door de rechter (beschermingsbewind meerderjarigen) of bij testament (testamentair bewind) en beheer van een nalatenschap door een testamentair executeur.

## Individueel of collectief

### Individueel vermogensbeheer
Bij individueel vermogensbeheer wordt door een persoon een eigen vermogen of bedrijfsvermogen aan een beheerder ter belegging toevertrouwd. Er worden daarbij afspraken gemaakt over de wijze waarop dat beheer zal geschieden, welke vrijheid de beheerder heeft bij zijn aan- en verkoopbeslissingen, en de wijze waarop hij aan zijn opdrachtgever zal rapporteren. Individueel vermogensbeheer pleegt eerst vanaf tamelijk grote bedragen te geschieden. Elke beheerder hanteert eigen minimumbedragen, doch een ondergrens van EUR 50.000 of meer is gebruikelijk. Bij vermogensbeheer als testamentair executeur of bewindvoerder hanteren enkele bedrijven ook (te verwachten) minimumbedragen, die veel hoger liggen, de meeste anderen bekijken na overlijden veeleer of de te verwachten eigen kosten in verhouding staan tot het nagelaten vermogen voordat de functie wordt aanvaard. 

### Collectief vermogensbeheer
Bij collectief vermogensbeheer worden twee vormen onderscheiden.
Enerzijds worden door vermogensbeheerders beleggingvormen aangeboden waarin het publiek naar eigen keuze kan deelnemen. Een voorbeeld zijn de beleggingsfondsen zoals die door banken in grote variatie aan het publiek worden aangeboden. Er is een grote keus aan ‘beleggingsformules’: de deelnemer kan beleggen in staatsleningen in het Euro-gebied, in winkelcentra in de Verenigde Staten, in aandelen van pharmacie-ondernemingen, et cetera. Het voordeel is hier enerzijds gelegen in de schaalgrootte: de kosten van het beheer, die tot op zekere hoogte onafhankelijk zijn van de omvang van het beheerde vermogen, kunnen worden omgeslagen over een veel groter vermogen. De individuele deelnemer kan echter reeds met betrekkelijk kleine bedragen deelnemen. Voorts is een voordeel dat met betrekkelijk kleine vermogens reeds een grote mate spreiding kan worden verkregen over meerdere aandelen of aandelensectoren (of welke typen beleggingen het in casu betreft): men koopt als het ware een dwarsdoorsnede van de totale beleggingsportefeuille.
Anderzijds wordt vermogen min of meer ‘gedwongen’ beheerd. Dit is bijvoorbeeld het geval bij een pensioenfonds. De deelnemers aan het pensioenfonds brengen het vermogen bijeen waaruit de pensioenen betaald worden. Zij hebben echter geen (individuele) invloed op de wijze waarop dat vermogen beheerd wordt. Daar staat tegenover dat de beheerder van een dergelijk vermogen wel degelijk gebonden is aan richtlijnen omtrent de wijze waarop hij mag beleggen.
Pensioenfondsen (en andere institutionele en/of grote beleggers) kunnen het vermogensbeheer laten uitvoeren door een eigen apparaat, of kunnen dat (geheel of voor bepaalde gedeelten van hun portefeuille) uitbesteden aan externe vermogensbeheerders.

## Vermogensbeheerders

### Beleggingsprofiel
De gebruikelijke gang van zaken is aldus dat eerst door vermogensbeheerder en opdrachtgever wordt vastgesteld wat het doel van het beheer is. In een dergelijk overleg wordt bijvoorbeeld gesproken over de risicotolerantie van de opdrachtgever. (Hoe erg is het als er over enig jaar een negatief rendement wordt behaald?) Daaruit komt een beleggingsprofiel tevoorschijn: een aanduiding van ‘het type belegger’.
Het beleggingsprofiel varieert van “zeer defensief” tot “zeer offensief”. De defensieve belegger zal een klein risico willen lopen zijn investering (in nominale termen) te verliezen, en zal daarvoor genoegen moeten nemen met een kleinere kans op een hoger rendement; de offensieve belegger zal tegenover een grotere kans op een hoger rendement bereid moeten zijn een duidelijk grotere kans op het verliezen van een deel van zijn investering te accepteren.

### Asset-mix
Daar hoort een strategische asset-mix bij: een ‘verdeling’ van het te beleggen vermogen in hoofdtypen beleggingen, bijvoorbeeld ‘30% aandelen/70% obligaties’. Die asset-mix wordt dan verder uitgewerkt, bijvoorbeeld naar minimum obligatierating. Voorts worden een of meerdere benchmarks vastgesteld. In veel gevallen wordt tevens een (maximale dan wel na te streven) tracking error vastgesteld. Er worden afspraken gemaakt omtrent de mate van zelfstandigheid van de vermogensbeheerder (omtrent welke transacties moet hij eerst de cliënt raadplegen, en wat mag hij zelf), en omtrent de inhoud en frequentie van de rapportages. Er wordt uiteraard ook een vergoeding afgesproken die de vermogensbeheerder voor zijn werkzaamheden ontvangt. De hoogte van die fee pleegt te worden uitgedrukt in ‘basispunten’: honderdsten van procenten van het belegde vermogen, en kan gerelateerd zijn aan zijn ‘performance’.
Bij beleggingsfondsen worden dergelijke onderhandelingen uiteraard niet met elke individuele deelnemer gevoerd, doch is die informatie in de documentatie van het betreffende beleggingsfonds opgenomen. (In de documentatie zal vermeld zijn voor welk beleggersprofiel een bepaald fonds wel of niet geschikt is.) Bij externe vermogensbeheerders wordt hier door de opdrachtgever en de beheerder over onderhandeld. Bij individueel vermogensbeheer is het verplicht dat tussen de (potentiële) cliënt en de vermogensbeheerder deze zaken in een persoonlijk gesprek worden doorgenomen, en dat deze afspraken schriftelijk worden vastgelegd. (Een nalaten van het vaststellen en vastleggen van het beleggingsprofiel kan ertoe leiden dat de vermogensbeheerder (deels) aansprakelijk kan worden gesteld voor eventuele verliezen, hoewel hier ook een duidelijke zorgplicht bij de cliënt ligt, zijn vermogensbeheerder hier duidelijk te informeren.)
Het geheel van afspraken tussen cliënt en vermogensbeheerder staat (met name bij institutioneel vermogensbeheer) bekend als “het mandaat”.

## Invloed op de economie
De invloed van vermogensbeheer op de economie is vermoedelijk tamelijk groot. Institutionele beleggers zijn belangrijke kapitaalverschaffers voor overheden en ondernemingen. Zij zijn in staat met hun beleggingsbeslissingen grote invloed uit te oefenen op de koersen van aandelen van ondernemingen, en daarmee indirect op de gang van zaken in die ondernemingen. De directe invloed van vermogensbeheerders in hun hoedanigheid van aandeelhouders (of van vertegenwoordiger van de aandeelhouders) op het beleid van ondernemingen is over het algemeen echter bescheiden.

## Organisatiestructuur

### Financieel
Wat betreft de financiële structuur eist de Wet giraal effectenverkeer (Wgt) dat banken en beleggingsondernemingen de eigen boedel scheiden van de financiële instrumenten van klanten. Om dit te realiseren moeten beleggingen van klanten worden ondergebracht bij een juridisch afgescheiden depotbank of bewaarbedrijf. Zo blijft het vermogen van beleggers veilig wanneer de vermogensbeheerder failliet wordt verklaard. De AFM en DNB zien toe op naleving van de wet.

### Personeel
Een typische vermogensbeheer-organisatie heeft in ieder geval de volgende functies:
- research (die zich bezighoudt met het verzamelen en interpreteren van informatie),
- front-office (die de aan- en verkoopactiviteiten verricht en daartoe met commissionairs en dergelijke partijen onderhandelt),
- back-office (die de administratieve afhandeling van de transacties verzorgt en de leveringen begeleidt),
- risk-management (waar rapportages omtrent de gerealiseerde rendementen worden opgesteld en bewaakt wordt of gehandeld wordt conform de opdracht).

In veel gevallen vindt er periodiek overleg plaats waarin de resultaten van het gevoerde beleid worden besproken, en het beleid voor de komende periode wordt vastgesteld. Dit kan een overleg van de diverse functies zijn; bij grotere organisaties is dit vaak opgedragen aan een apart gremium.

## Opleiding
De opleidingseisen van het personeel van vermogensbeheerders zijn in de loop der jaren aanmerkelijk toegenomen. Het is gebruikelijk dat een opleiding in de economische sfeer op academisch of hbo-niveau gevraagd wordt, aangevuld met een vakspecialistische opleiding zoals de Nederlandse VBA-opleiding, de van origine Amerikaanse CFA-opleiding of de Amerikaanse CMT-opleiding.

## Toezicht
Het toezicht op vermogensbeheerders is bij wet geregeld en vindt op diverse niveaus plaats. Op Europees niveau bepaalt de Europese Autoriteit voor effecten en markten (ESMA) de minimumnormen op het gebied van financieel toezicht en de eisen voor vakbekwaamheid, deze zijn bindend voor alle Europese lidstaten. Op nationaal niveau maakt elke lidstaat eigen wet en regelgeving die strenger mag zijn dan de Europese normen, maar niet minder streng.
In Nederland regelt de Wet op het Financieel Toezicht (WFT) de manier van toezicht op financiële instellingen, de Autoriteit Financiële Markten (AFM) en De Nederlandsche Bank (DNB) voeren de regels uit. De AFM houdt toezicht op de deskundigheid, betrouwbaarheid en zorgvuldigheid van vermogensbeheerders. DNB houdt toezicht op de bedrijfsvoering en controleert of de vermogensbeheerder financieel gezond is en de financiële verplichtingen tegenover klanten na kan komen.
Wettelijk dienen vermogensbeheerders een vergunning van de AFM te bezitten, al zijn daar uitzonderingen op mogelijk, zoals bijvoorbeeld pensioenfondsen, verzekeraars en grotere privévermogens al dan niet aangehouden in een financiële holding.

### Vakbekwaamheid
Financiële instellingen die voldoen aan de eisen van vakbekwaamheid, kunnen zich na het afleggen van een examen laten registreren bij het Dutch Securities Institute (DSI), dat hebben veel Nederlandse financiële instellingen en hun werknemers (vermogensbeheerders, adviseurs en handelaren) gedaan. De organisatie of geregistreerde (de werknemer) is daarmee onderworpen aan de tuchtrechtspraak van het DSI. De meeste werkgevers in de financiële sector zijn deelnemer aan het DSI en verlangen een registratie van hun werknemers.

### Klachten vermogensbeheer
Een cliënt die klachten heeft over de wijze waarop hij door een financiële instelling als vermogensbeheerder, broker of bank is behandeld, kan klagen bij de klachtencommissie van het DSI als er in onderling overleg geen oplossing wordt gevonden. Het DSI kan in zijn beslissing een geldelijke vergoeding toekennen. Het DSI kan ook op eigen initiatief maatregelen vorderen bij zijn tuchtcommissie.
Consumenten van financiële diensten kunnen zich ook wenden tot het Klachteninstituut Financiële Dienstverlening. Sinds 1 april 2007 heeft dit een aantal taken van het DSI overgenomen. Als een financieel dienstverlener het daar vooraf mee eens is, kan de Ombudsman van het Kifid en in tweede instantie de Geschillencommissie een bindend advies geven bij geschillen tussen consumenten en financiële instellingen.

### Beschermingsbewind meerderjarigen
Voor vermogensbeheer in het kader van een beschermingsbewind meerderjarigen, gelden naast de regels van de Wft de regeling van het Besluit kwaliteitseisen curatoren, beschermingsbewindvoerders en mentoren. Naast het algemeen toezicht op grond van de Wft wordt hier in elke individuele zaak toezicht gehouden door de Kantonrechter. Bij verschil van mening tussen rechthebbende en beheerder beslist de rechter steeds aan de hand van de gegeven omstandigheden in een bepaalde situatie.